# Легенький Микола Максимович
Микола Максимович Легенький (? — ?) — український радянський діяч, старший механік пароплава «Тарас Шевченко» Чорноморського морського пароплавства. Депутат Верховної Ради СРСР 4-го скликання.

## Життєпис
Під час німецько-радянської війни служив другим механіком пароплава. 
На 1954 рік — старший механік пароплава «Тарас Шевченко» Чорноморського морського пароплавства.

## Нагороди
- орден Червоної Зірки
- ордени
- медалі